# Sylvie Willard
Sylvie Willard, aussi connue sous le nom de Sylvie Gombert depuis son mariage le 4 décembre 2021 avec le bridgeur Pascal Gombert, est née le 7 août 1952 à Trébeurden. Elle est une joueuse de bridge française, grand maître international de ce jeu, licenciée au Bridge Club de Saintes.

## Biographie

### Origine, famille et études
Elle est la 1re fille (sur 8 exclusivement) d'Irénée Bajos de Hérédia, arbitre français de la discipline, directeur de tournois, et inventeur des "Simultanés" et du "Top intégral".
Sa sœur Blandine fut vice-championne de France par paires dames, en 2002.
Elle est diplômée d'informatique.
De son premier mariage avec le joueur de bridge et arbitre François Willard, elle a un fils et une fille.
Elle se remarie en 2021 avec le bridgeur Pascal Gombert.

### Carrière de champion de bridge
Sa première sélection en équipe de France remonte à 1979 aux championnats d'Europe alors organisés à Lausanne. 
Elle a longtemps résidé à Paris, mais elle s'est installée à Saintes en 2019.
Sylvie est toujours en activité à 70 ans. 
Elle est membre de la High Level Players Commission, ainsi que du Conseil exécutif de la Fédération mondiale de bridge depuis 2011.

## Palmarès
- Grand Maître W.B.F. ; 1re du classement européen en 2011 (1re Française à occuper ce rang) ; en 2020, 6e grand-maître mondial et 1re Française devant Bénédicte Cronier[3] ;
- Grand Prix olympique de Salt Lake City (démonstration olympique) : 2002 ;
- Triple championne du monde féminine par équipes (Venice Cup) : 2005, 2011 et 2015 ;
- Septuple Championne d'Europe féminine par équipes (record) : 1983, 1985, 1987, 1995, 2006, 2008, 2010 ;
- Championne du championnat d'Europe féminin, Istanbul, 2019, dans l'équipe transnationale "Apple Pie" réunie par Pierre Zimmermann ;
- Transnational européen féminin par équipes : 2005 ;
- Championne d'Europe par paires mixtes : 2015 (avec Philippe Cronier) ;
- Tournoi international de Biarritz : à 5 reprises ;
- Coupe Mc Donnel (Montréal) : une fois ;
- Vice-championne du monde par équipes : 1987, 2001 ;
- Vice-championne d'Europe par équipes : 2012 ;
- Vice-championne d'Europe par paires mixtes : 2005 (avec Hervé Mouiel) et 2013 (avec Marc Bompis) ;
- 2e de la Coupe féminine par paires de Menton : 2003 ;
- 3e des championnats du monde féminins par équipes : 1985, 1995, 2009 ;
- 3e des olympiades mondiales féminines par équipes : 1992 ;
- 3e des championnats d'Europe féminins par équipes : 1989, 1999, 2004, 2011 ;
- 3e des championnats européens par paires mixtes : 1990, 1996.